# Bibrastraße 11; 13 (Bad Kissingen)

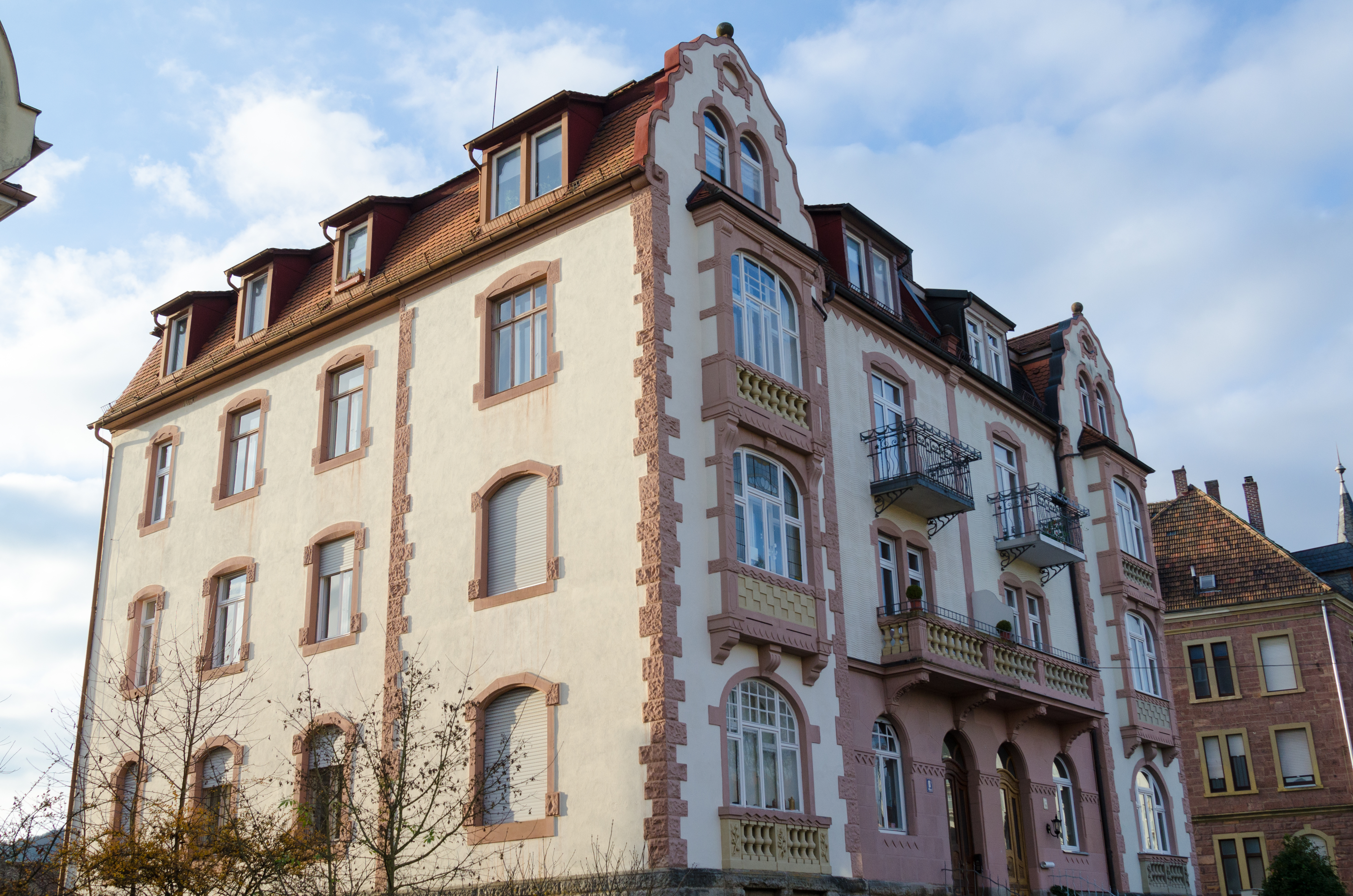
Bibrastraße 11; 13 in Bad Kissingen

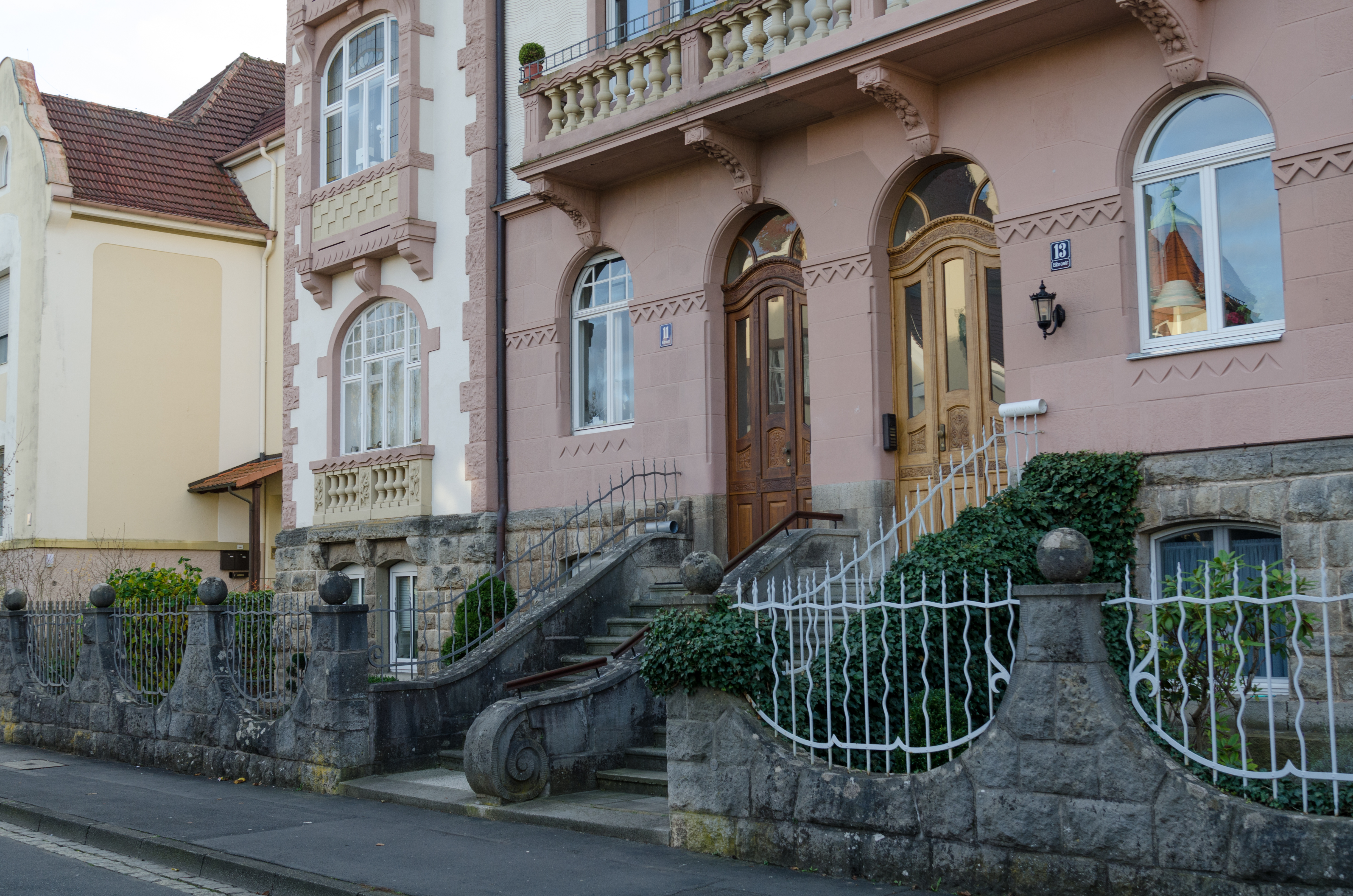
Bibrastraße 11; 13 (Vorgarteneinfriedung)

Das Anwesen Bibrastraße 11; 13 befindet sich in der Bibrastraße in Bad Kissingen, der Großen Kreisstadt des unterfränkischen Landkreises Bad Kissingen. Es gehört zu den Bad Kissinger Baudenkmälern und ist unter der Nummer D-6-72-114-273 in der Bayerischen Denkmalliste registriert.

## Geschichte
Das Doppelwohnhaus entstand als ehemaliges Mietshaus in den Jahren 1905/06. Der dreigeschossige Mansarddachbau mit Eckpavillons mit Ziergiebeln mit aufwändiger Hausteingliederung wurde von Architekt Anton Schick im historisierenden Jugendstil errichtet. Elemente des Historismus und des Jugendstils werden in der Fassadendekoration kombiniert.
Die gleichzeitig entstandene Vorgarteneinfriedung besteht aus Haustein und Schmiedeeisen.